# Lev Sergeevič Termen
Léon Theremin (in russo Лев Сергеевич Термен?, Lev Sergeevič Termen; San Pietroburgo, 15 agosto 1896 – Mosca, 3 novembre 1993) è stato un inventore sovietico, famoso per la creazione dell'omonimo theremin, uno dei primi strumenti musicali elettronici.

## Biografia

### La famiglia
Lev Termen nacque in una nobile famiglia russa ortodossa con radici francesi. La madre Evgenija Antonovna e il padre, noto avvocato, Sergej Emil'evič non badarono a spese per l'istruzione del loro figlio.

### Gli anni della formazione
Lev Termen condusse le sue prime sperimentazioni indipendenti nel campo elettrotecnico durante gli anni di formazione presso il primo ginnasio maschile di San Pietroburgo. Nel 1916 si diplomò al Conservatorio di San Pietroburgo come violoncellista, mentre contemporaneamente studiava anche nella facoltà di fisica e astronomia presso l'università della città. Non fu coinvolto nei combattimenti della prima guerra mondiale. Nel 1916 fu arruolato nell'esercito e inviato alla formazione accelerata della scuola ingegneristica, e poi ai corsi di ingegneria elettrica per ufficiali. La Rivoluzione lo colse nel rango di un giovane ufficiale di riserva nel battaglione elettricisti che gestiva la più potente radiostazione dell'impero a Carskoe Selo, vicino a Pietrogrado. Dopo la Rivoluzione del 1917, fu mandato a lavorare presso la radiostazione Detskosel'skaja nei pressi di Pietrogrado (allora la radiostazione più potente in Russia), e successivamente presso il radiolaboratorio militare di Mosca.

### L'inizio della carriera
Nel 1919 Termen divenne il capo del laboratorio dell'Istituto fisico-tecnico a Pietrogrado. Fu assunto presso questa struttura da Abram Ioffe, il padre della fisica sovietica. Dal 1923 collaborò con l'Istituto nazionale della scienza musicale di Mosca. La sua più grande invenzione del 1919, il theremin (chiamato anche thereminvox o eterofono), prese vita mentre il suo paese si trovava nel mezzo della guerra civile russa. La versatilità di Termen lo portò a inventare anche una varietà di sistemi automatizzati (porte automatiche, illuminazione automatica e così via), allarmi e dispositivi di sicurezza. Negli anni 1925-1926 inventò uno dei primi sistemi televisivi, Dalnovidenie. Nel 1927, con l'assistenza dell'accademico Ioffe, Termen ricevette un invito alla Conferenza internazionale sulla fisica e l'elettronica a Francoforte sul Meno. La relazione di Termen e la dimostrazione delle sue invenzioni fu un enorme successo, e gli portò fama mondiale.

### Il periodo americano
Nel 1928 Lev Theremin, pur rimanendo cittadino sovietico, si trasferì negli Stati Uniti. Al suo arrivo, brevettò il theremin e uno dei suoi sistemi di allarme, e vendette la licenza per la produzione e lo sfruttamento dei diritti commerciali di questi dispositivi alla RCA (Radio Corporation of America). Con i soldi guadagnati Theremin fondò la società Teletouch e affittò per 99 anni un edificio di sei piani per lo studio di musica e danza a New York. Questo gli permise di creare rappresentanze commerciali dell'Unione Sovietica negli Stati Uniti, sotto la cui copertura poté lavorare per l'intelligence sovietica.
Gli ordini per il theremin intanto cominciavano ad arrivare da diversi paesi, e Termen dava numerosi concerti con le migliori orchestre negli Stati Uniti e in Europa, suonando il theremin; a partire dal 1928 suonò con l'orchestra filarmonica di New York. In quegli anni, mentre lavorava con la compagnia di danza American Negro Ballet, l'inventore si innamorò della giovane ballerina afro-americana Lavinia Williams. Il suo matrimonio con la danzatrice sconvolse la cerchia dei suoi amici e ne provocò la disapprovazione, ma la coppia ostracizzata rimase unita.
Dal 1931 al 1938 Theremin fu il direttore della Teletouch Inc.: in questo periodo sviluppò i sistemi di allarme per le prigioni di Sing Sing e Alcatraz. Subito dopo Leon Theremin divenne un uomo molto popolare nella città di New York. Nel suo studio passarono George Gershwin, Maurice Ravel, Jascha Heifetz, Yehudi Menuhin, Charlie Chaplin, Albert Einstein. Nella cerchia dei suoi conoscenti rientravano sia il magnate John Davison Rockefeller sia il futuro presidente degli Stati Uniti Dwight Eisenhower.

### La repressione e i riconoscimenti
Theremin ritornò in Unione Sovietica nel 1938. All'epoca le circostanze del suo rientro non furono chiare e qualcuno sostenne che egli fosse semplicemente nostalgico della madrepatria, mentre altri credettero che in realtà egli fosse stato rapito dagli ufficiali sovietici. Sua moglie Lavinia fu sempre convinta che quest'ultima ipotesi fosse quella vera, come d'altra parte viene confermato nel documentario Theremin. An Electronic Odyssey, di Steven M. Martin, anche se molti anni dopo fu diffusa voce che Theremin avesse deciso di rientrare a causa dei suoi problemi con il fisco degli Stati Uniti. Da allora fino alla fine degli anni Sessanta, in America Theremin fu considerato morto, e per molti anni nei libri enciclopedici di riferimento accanto al suo nome c'erano le date (1896-1938).
A Leningrado Theremin tentò invano di trovare un lavoro, poi si trasferì a Mosca, ma neanche lì la sua ricerca ebbe successo. Nel marzo del 1939 fu arrestato e trasferito nel carcere moscovita di Butyrka. Fu condannato a otto anni di lavori forzati nei campi e successivamente fu mandato a lavorare nelle miniere d'oro lungo il Kolyma. All'inizio Theremin ebbe l'incarico di caposquadra della costruzione a Magadan ma le sue numerose proposte innovative attirarono l'attenzione dell'amministrazione del campo, e nel 1940 fu trasferito nel reparto costruttivo di Tupolev (un cosiddetto šaraška, laboratorio di ricerca nel campo di prigionia), dove lavorò per circa otto anni assieme ad altri esimi scienziati e ingegneri. Qui il suo assistente era Sergej Korolëv, che divenne poi il noto costruttore di tecnologia spaziale. Una delle attività di Theremin e Korolëv fu quella di sviluppare aerei senza pilota, radio-controllati: il prototipo dei missili da crociera moderni.
Venne riabilitato nel 1947 ma continuò a lavorare negli uffici di progettazione chiusi nella NKVD, dove fu responsabile, in particolare, per lo sviluppo dei sistemi di ascolto. Una delle sue opere fu il sistema d'ascolto Buran, che leggeva le vibrazioni del vetro nelle finestre della sala d'ascolto attraverso un raggio infrarosso riflesso. Fu proprio questa invenzione di Theremin a essere premiata con il Premio Stalin di primo grado, ma a causa dell'imbarazzante condizione del vincitore (al momento del premio Theremin era ancora prigioniero) e la natura chiusa del suo lavoro, la premiazione avvenne a porte chiuse.

### Gli ultimi anni
Dal 1964 al 1967 Theremin lavorò nel laboratorio del Conservatorio di Mosca, dedicando tutte le sue forze allo sviluppo di nuovi strumenti musicali elettronici, così come perfezionamento di tutto ciò che aveva inventato in passato. Secondo alcune fonti, durante questo periodo Theremin lavorò "pro bono", cioè a titolo gratuito.
Nel 1967, dopo la pubblicazione sul quotidiano The New York Times che rivelò che Theremin era vivo e lavorava nell'Unione Sovietica, fu licenziato dal Conservatorio di Mosca, tutti i suoi strumenti furono tagliati con un'ascia e gettati in una discarica. Con tanta fatica trovò lavoro nel laboratorio presso il Dipartimento di fisica dell'Università statale di Mosca. Formalmente fu assunto come operaio ma in realtà continuava le sue ricerche. Theremin continuò la sua attività di ricercatore attiva fino quasi alla sua morte.
Nel 1992 ignoti violarono il suo laboratorio in viale Lomonosov e tutti i suoi strumenti furono distrutti. Una parte del suo archivio fu rubata e non si trovarono mai i colpevoli. Nel 1993 Leon Theremin morì. Come scrissero i giornali più tardi: «A novantasette anni Leon Theremin ha raggiunto coloro i quali prima di lui hanno lasciato un segno in questa epoca, ma al funerale non c'era nessuno tranne le figlie con le loro famiglie e gli uomini che reggevano il feretro...». Theremin fu sepolto al cimitero di Kuncevo a Mosca.

## Il theremin
La sua grande invenzione del 1919, il theremin (chiamato anche thereminvox o eterofono), prese vita mentre il suo paese si trovava nel mezzo della guerra civile. Dopo un lungo girovagare per l'Europa, durante il quale cercò di far apprezzare al pubblico la sua nuova invenzione, Theremin si trasferì negli Stati Uniti, dove suonò il theremin con l'orchestra filarmonica di New York dal 1928. Brevettò la sua invenzione nel 1929, cedendone successivamente lo sfruttamento dei diritti commerciali alla RCA.
Negli anni '30 Leon Theremin allestì un laboratorio a New York, nel quale sviluppò il theremin, sperimentò altri strumenti musicali elettronici e altre invenzioni, tra le quali il Rhythmicon, commissionatogli dal compositore e teorico musicale americano Henry Cowell. Nel 1930, dieci thereministi si esibirono sul palco della Carnegie Hall e due anni dopo Theremin diresse la prima orchestra elettronica, composta da theremin e altri strumenti elettronici, compreso un theremin a tastiera che, per le fattezze, assomigliava molto a un violoncello. In quegli anni i mentori di Theremin furono i più illustri scienziati, compositori e teorici musicali, tra i quali Joseph Schillinger e il fisico (nonché violinista amatoriale) Albert Einstein. In questo periodo, Theremin lavorò a stretto contatto con Clara Rockmore (che diverrà la più grande virtuosa del theremin), anch'essa emigrata dalla Russia.
Determinato a far assurgere la propria invenzione a protagonista dello scenario scientifico e musicale, Theremin affrontò anche il ruolo del theremin nella danza: sviluppò postazioni che reagivano automaticamente ai movimenti del ballerino con vari motivi di luci e suoni.

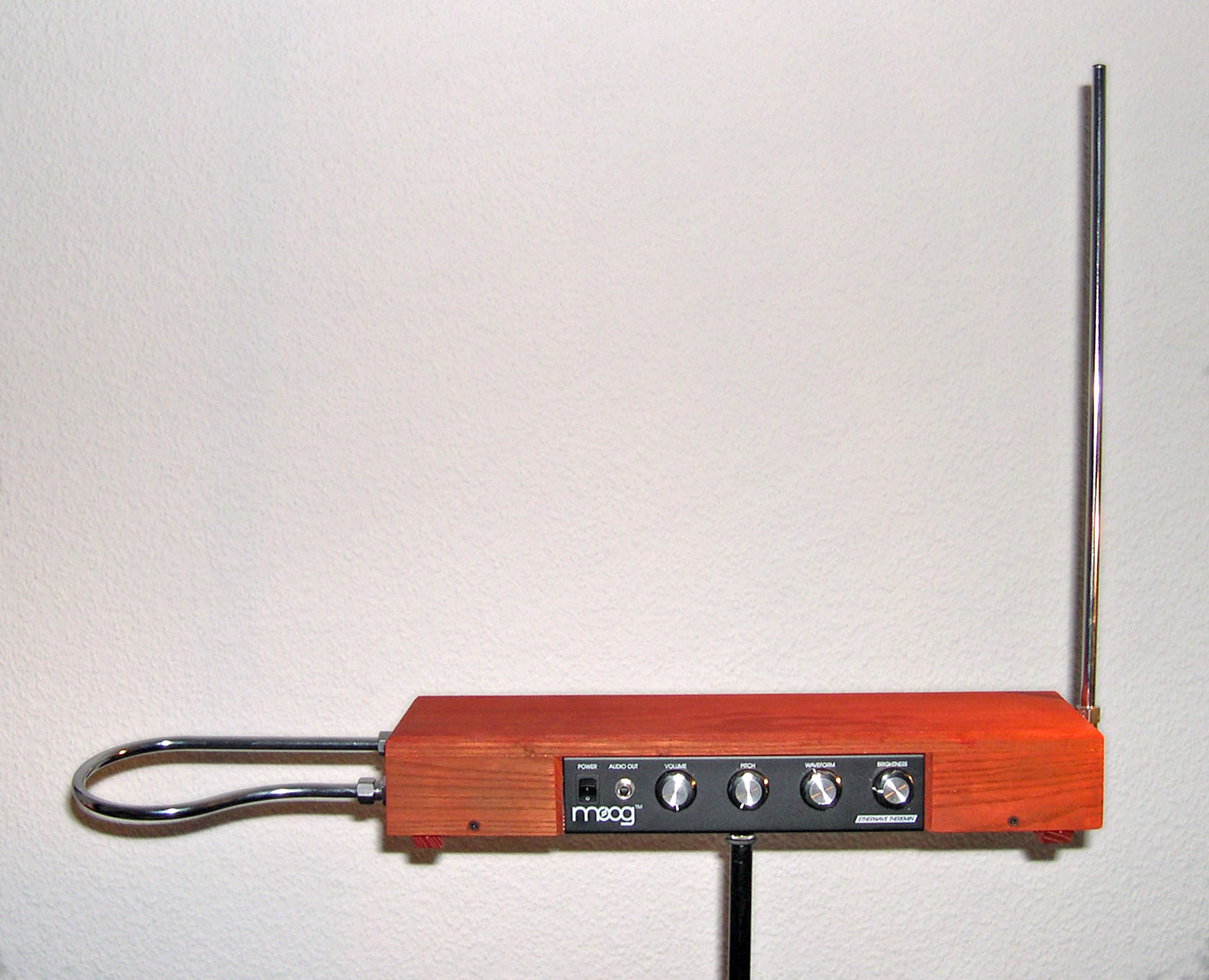
Una moderna versione a transistor del Theremin

Ritornato nell'Unione Sovietica nel 1938, fu rinchiuso nel carcere di Butyrka, poi mandato a lavorare nelle miniere e infine in una šaraška. Venne riabilitato solo nel 1956. Negli anni settanta, Leon Theremin iniziò ad insegnare a sua pronipote Lidija Kavina, che allora aveva nove anni, come suonare il theremin. Ad oggi, la Kavina è considerata una delle più brave e famose thereministe del mondo. Nel 1991 Leon Theremin ritornò negli Stati Uniti, dove reincontrò Clara Rockmore, la quale all'epoca si esibiva in numerosi concerti con il theremin. Rientrò poi in Russia e morì a Mosca nel 1993 all'età di 97 anni.
Leon Theremin è il protagonista del film-documentario Theremin; An Electronic Odyssey, scritto, diretto e prodotto da Steven M. Martin. Il documentario vinse il Sundance Film Festival nel 1994. Nel film compaiono le leggendarie thereministe Clara Rockmore e Lydia Kavina, oltre ad alcuni pionieri degli strumenti musicali elettronici come Robert Moog, Nicolas Slonimsky, il componente dei The Beach Boys Brian Wilson, e Leon Theremin stesso.

## Leon Theremin e lo spionaggio

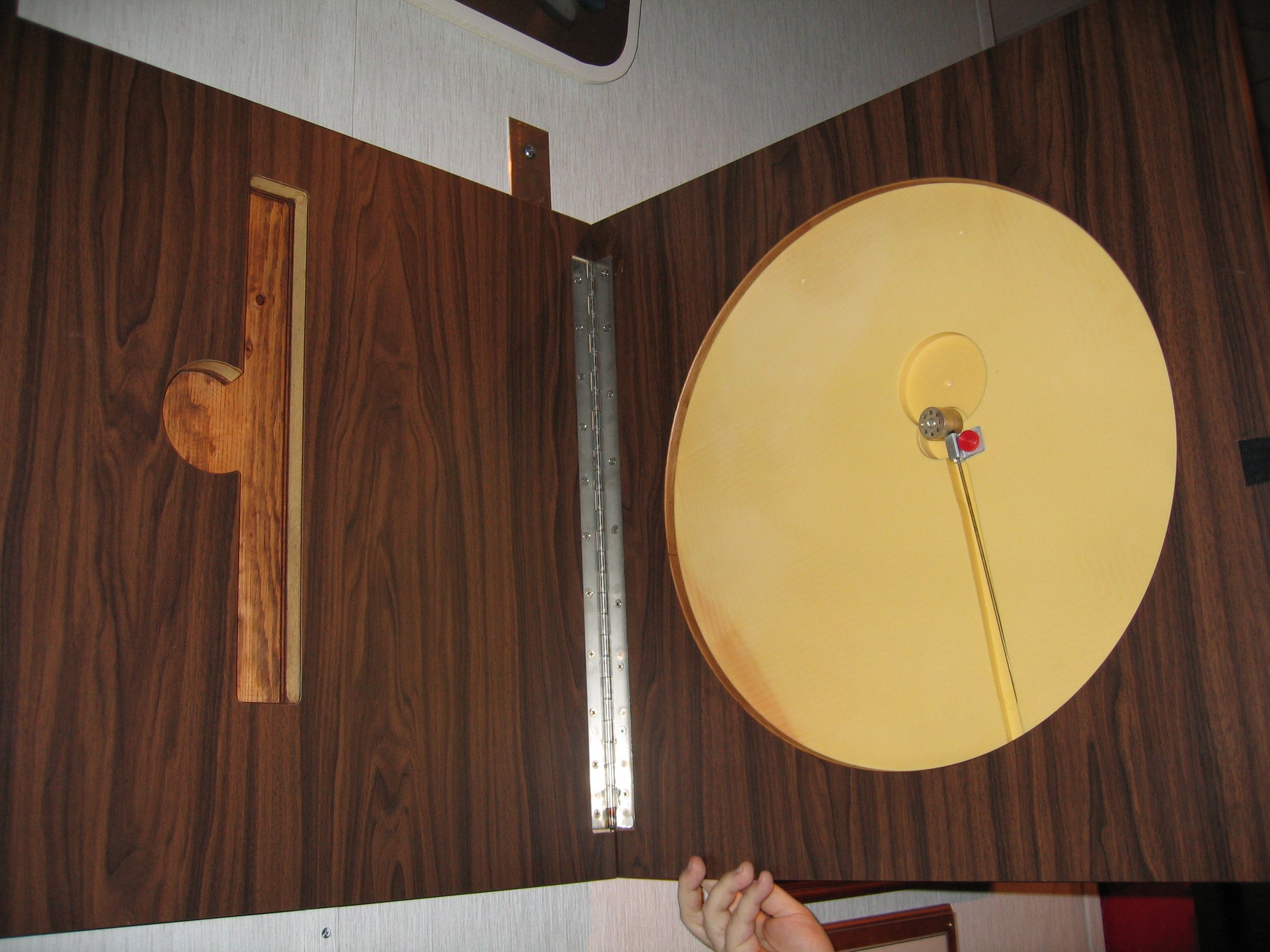
Il nascondiglio posto all'interno della "cosa", questo è il soprannome attribuito allo stemma USA contenente l'innovativa "cimice" sovietica progettata da Leon Theremin. La particolare forma della cavità che ospitava il microfono e l'antenna era progettata per offrire risonanza acustica ai suoni captati, favorendo le variazioni nell'impedenza dell'antenna dalle quali le spie russe traevano il segnale audio (replica esposta al National Cryptologic Museum, Fort George G. Meade).

Quando fu impegnato a lavorare nella šaraška, Theremin sostenne, a modo suo, la causa dell'Unione Sovietica, usando il proprio talento per inventare strumenti di spionaggio; nello specifico, apparecchi per captare conversazioni riservate.
Dapprima creò un sistema di ascolto a distanza denominato Buran. Questo sistema prevedeva l'uso di raggi infrarossi a bassa potenza, i quali potevano essere convogliati, per esempio, verso una finestra, ed erano in grado di reagire alle impercettibili vibrazioni del vetro causate dalla voce delle persone che, all'interno, stavano avendo una conversazone, per convertirle in segnale sonoro, svelando così all'ascoltatore indiscreto ciò di cui si stava parlando. Lo stesso Lavrentij Berija, allora capo del KGB, utilizzò il Buran per spiare, a Mosca, l'ambasciata statunitense, quella inglese e quella francese.

Successivamente, Leon Theremin realizzò la prima "cimice" passiva, che sfruttava l'energia elettromagnetica indotta da alte frequenze radio per creare e trasmettere un segnale audio. "La cosa" – come venne soprannominata – sfruttava un principio di funzionamento tanto semplice quanto efficace: era costituita solamente da una membrana di captazione (cioè un microfono) solidale ad un'antenna, il tutto racchiuso in una sorta di piccola camera di risonanza acustica.

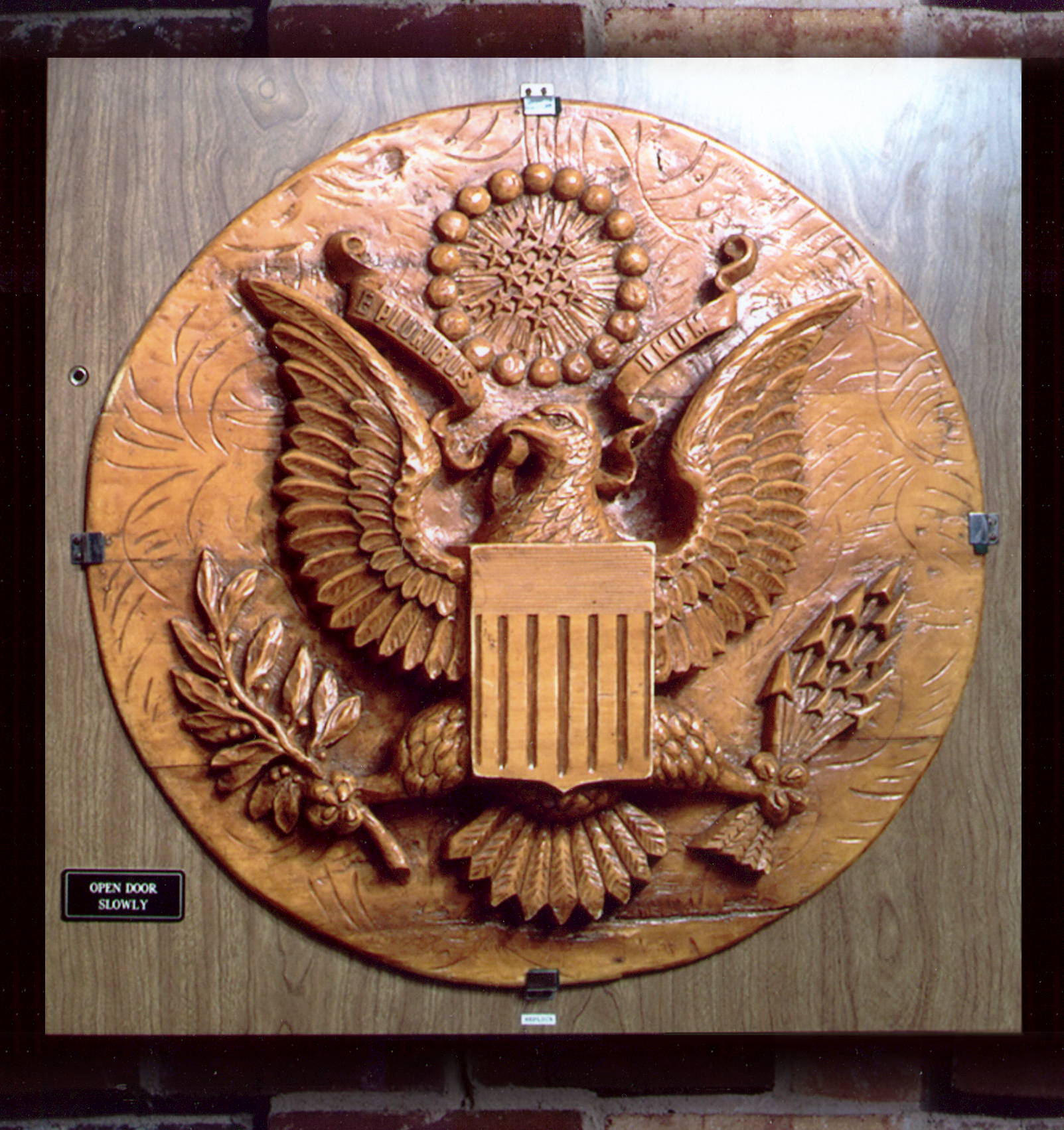
Il Grande Sigillo degli Stati Uniti d'America, ovvero "la cosa", così come si presentava agli occhi degli ignari ambasciatori statunitensi spiati. Il microfono - invisibile all'esterno - era localizzato sotto il becco dell'aquila. I russi fecero alcuni piccoli errori nello scolpire lo stemma: per esempio, le frecce artigliate dalla zampa sinistra sono dodici, e non tredici come da tradizione, così come non sono tredici le foglie del ramoscello nell'altra zampa. Questo, comprensibilmente, non solo non innescò alcun sospetto tra gli americani, ma semmai contribuì a conferire un tono ancor più "ingenuo", quindi innocuo, al regalo degli scolari russi (replica esposta al National Cryptologic Museum - Fort George G. Meade).

La membrana del microfono, orientato nella direzione dell'ambiente da spiare, si attivava tramite le onde sonore che l'attraversavano (voci, rumori, etc.); questo provocava una oscillazione all'interno della camera acustica, generando così un'alterazione dell'impedenza dell'antenna. Gli agenti segreti – che si posizionavano all'esterno dell'edificio spiato – proiettavano verso "la cosa" un'onda radio UHF ad alta frequenza (circa 330 MHz) che attivava il sistema il quale, di riflesso, restituiva indietro un'onda contenente le modulazioni che il gruppo microfono-antenna stava intercettando, fornendo così alle spie il desiderato segnale audio. L'energia per funzionare, e quindi per trasmettere, non proveniva pertanto da una batteria (che, col tempo, si sarebbe esaurita) né da altra forma d'alimentazione, bensì dalla suddetta onda radio ad alta frequenza: questa caratteristica donava al congegno una vita potenzialmente illimitata, oltre a renderlo difficile da scoprire, se non nel momento stesso in cui i 330 MHz venivano attivati per "accendere" il microfono, il quale era altrimenti totalmente inerte.
Il 4 agosto del 1945, una placca di legno intarsiato – raffigurante il Great Seal of the United States – fu donata, con tanto di cerimonia ufficiale, da un gruppo di scolari russi all'allora ambasciatore statunitense a Mosca Averell Harriman, come "gesto di amicizia" tra alleati della seconda guerra mondiale. Harriman la affisse nel suo ufficio privato, presso la sua residenza a Villa Spaso, totalmente all'oscuro del fatto che quella decorazione contenesse la cimice di Theremin e che gli agenti sovietici, posizionati in un furgone all'esterno della villa, fossero in grado di ascoltare tutto ciò che in quell'ufficio venisse detto.
Per l'Unione Sovietica quello fu un successo clamoroso, poiché "la cosa" rimase in quell'ufficio per ben sette anni prima di venire scoperta, cioè fino al 1952, quando all'incarico di ambasciatore era arrivato George F. Kennan. Il ritrovamento avvenne in modo del tutto fortuito: un operatore radio inglese udì, per puro caso, una conversazione dell'ambasciatore su un canale radio libero. Avvertite immediatamente le autorità, la CIA, capendo subito che quella voce proveniva da Mosca, passò al setaccio Villa Spaso, fino alla sorprendente quanto imbarazzante scoperta. Inizialmente gli esperti occidentali non comprendevano come potesse funzionare un sistema di quel tipo, privo – come accennato – di batterie o d'altra alimentazione elettrica, quindi teoricamente impossibilitato a trasmettere alcunché; solo Peter Wright, uno scienziato britannico già membro del controspionaggio di sua Maestà, studiò e riuscì a spiegare il funzionamento a "rimbalzo di frequenza", dell'ingegnoso apparecchio.
Infine, al di là di queste particolari creazioni, Leon Theremin inventò anche il primo meccanismo di apertura automatica delle porte e lavorò a un primitivo sistema d'allarme contro i ladri.

## Famiglia
Ekaterina Konstantinova - prima moglie (nessun figlio);
Lavinia Williams - seconda moglie (nessun figlio);
Maria Gushina - terza moglie;
Natalia Theremin - figlia;
Elena Theremin - figlia;
Masha Theremin - nipote;
Olga Theremin - nipote;
Peter Theremin - pronipote.

## Lev Sergeevič Termen nella cultura di massa
- Termen ed il suo strumento sono al centro della storia del numero 367 di Martin Mystère, La frequenza del caos.[9]